# Матеуш Біскуп
Матеуш Біскуп (8 лютого 1994 , Гданськ ) — польський веслувальник, бронзовий призер Олімпійських ігор 2024 року, чемпіон світу, призер чемпіонатів світу та Європи.

## Виступи на Олімпіадах
| Олімпіада           | Дисципліна     | Місце |
| ------------------- | -------------- | ----- |
| Ріо-де-Жанейро 2016 | парні четвірки | 4     |
| Токіо 2020          | парні двійки   | 6     |
| Париж 2024          | парні четвірки | 3     |

## Зовнішні посилання
- Матеуш Біскуп — олімпійська статистика на сайті Sports-Reference.com (англ.) (архівна версія)
- Матеуш Біскуп на сайті FISA.